# 강을 건너는 사람들
"강을 건너는 사람들"(People Crossing The River)은 한국에서 제작된 김덕철 감독의 2006년 다큐멘터리 영화이다. 김경석 등이 주연으로 출연하였다.

## 출연

### 주연
- 김경석
- 송부자
- 세키타 히로오
- 다카키 쿠미코